# 伝声管

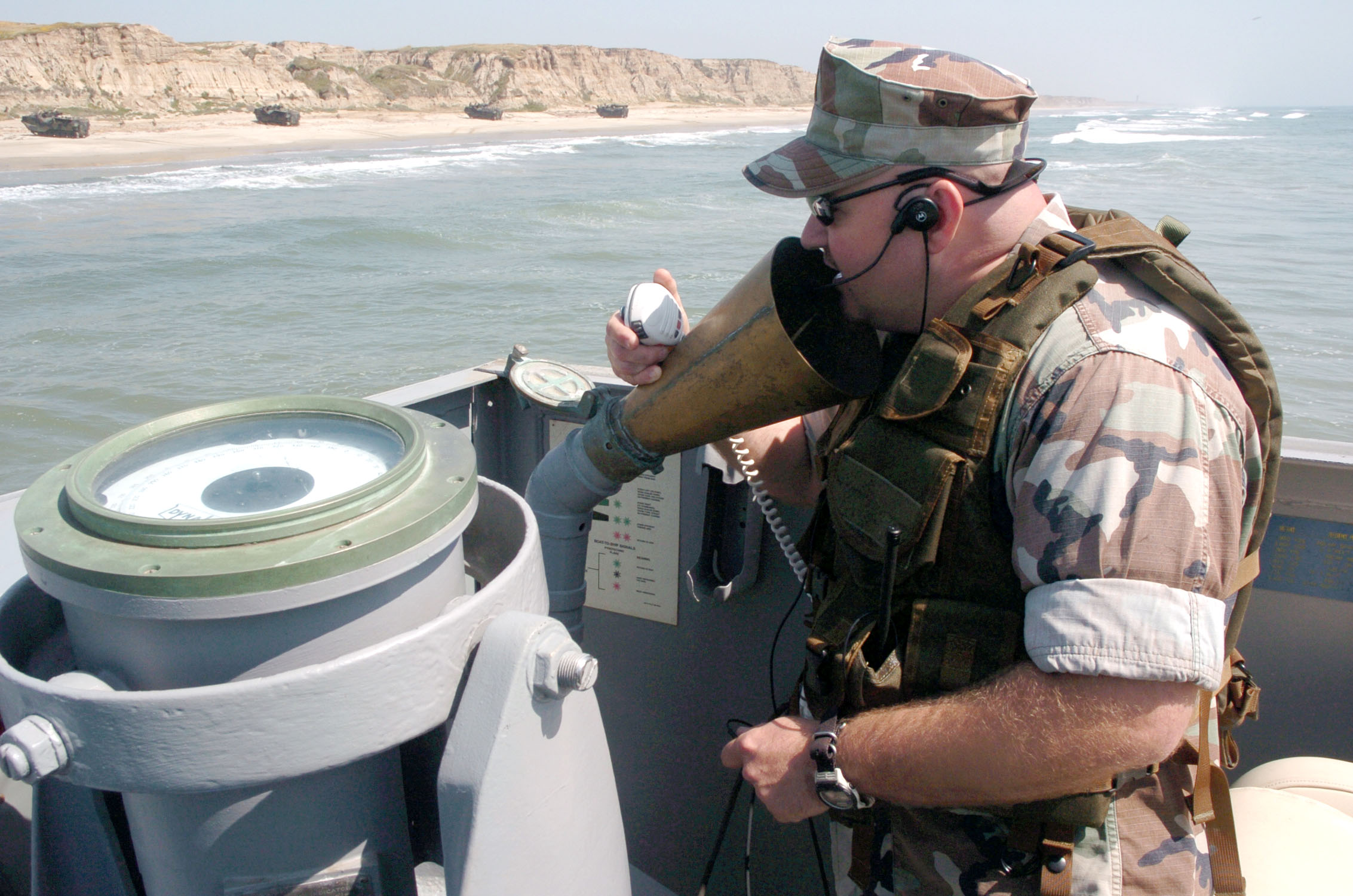
船舶に備えられた伝声管で通話するアメリカ海軍の兵曹（Chief Quartermaster）

伝声管（）とは、金属管などを用いた通話装置である。

## 概要
金属等の管の両端に、送話口と拡声装置を兼ねた漏斗状の受話器が付けられた構造をしている。この漏斗に口を近づけて話すと、管の中を音が伝搬し、他方の受話器から音声が聞こえる仕組みである。不要な会話や音を伝達したくない場合のために、受話器に蓋や栓が備えられているものもある。
電力などのエネルギーがいらず、単純な構造で信頼性も高いことから、大型の船舶や工場などの広い建築物などで内線通話のために利用された。

## 原理
直径の小さい管の中では音波は平面波のような状態で伝搬し減衰が少なくなるという原理を利用する。
障害物のない場所での音波の伝搬は距離の2乗に比例して減衰するが、細い管の中を伝搬する場合は音波が拡散しないため減衰を大幅に抑えることができる。このため、伝声管を用いると、障害物のない場所で会話するよりもはるかに遠い場所に音声を伝えることができる。

## 利用
中世にはすでに内線電話に当たる役割で利用されていた。
電話や無線機などの通信手段が発達した現在では実用としては廃れており、以前までは軍艦などで電力が絶たれた際に用いるための予備として使われていたが、回線の高性能化及び多重化、停電時におけるバックアップ体制の拡充などにより冗長性が向上した事、伝声管の代わりを無電池電話のようなものが補うようになった事、また気密・水密上の弱点ともなる事から、予備としても搭載している艦はほとんど存在しない。
しかし同じ原理を利用したアコースティック・チューブは、身近なところでは医療用の聴診器に広く使われている。また旅客機の乗客に配布されるイヤホンも、昭和期頃まではスピーカー内蔵の電子式イヤホンに比べ安価だったアコースティック・チューブ型が用いられた。現在でも、シークレットサービスが用いるイヤホンには耳元部分が小型で、透明素材で作れて目立たないという長所からアコースティック・チューブ型が用いられることもある。

### 日本
伝声管が現役と言われている自衛隊でもむらさめ型から（1993年建造開始）は搭載していない。音波の性質を学ぶ教材として科学館などに設置されているほか、公園等の遊具に組み込まれているものもある。